# Enoploides cephalophorus
Enoploides cephalophorus är en rundmaskart. Enoploides cephalophorus ingår i släktet Enoploides, och familjen Enoplidae. Arten är reproducerande i Sverige.